# ウィッツ青山学園高等学校
ウィッツ青山学園高等学校（ウィッツあおやまがくえんこうとうがっこう）は、三重県伊賀市に株式会社立高等学校として開校（2005年9月 - 2017年3月）していた広域通信制と全日制を併せ持つ高等学校。
2017年4月に学校法人神村学園（鹿児島県いちき串木野市）に運営を譲渡し、現在は神村学園高等部伊賀となっている（詳細は後述）。

## 概要
市町村合併の直前に旧青山町が国に申請し、「伊賀市」になってから内閣府および文部科学省より「伊賀市意育教育特区」の認定を受け、株式会社立高等学校としてウィッツ青山学園高等学校が2005年9月に開校した。
設立時に運営していた「株式会社ウィッツ」は大阪市にある大証2部上場の株式会社WIN(ウィン)の子会社として設立された。WIN(ウィン)創設者は下村前文科相の後援会「全国博友会」の当時の会長、森本一氏。
伊賀市が国から認定を受けた特区「意育特区」の最大の特徴は“当時の解釈で”本校職員立会いのもとで伊賀市内の様々な施設「例：伊賀焼体験」伊賀忍者村、伊賀城等で生徒が体験して学習する「体験型スクーリング」を行うというものであった。
理事長に元青山町長の猪上泰、校長に株式会社ウィッツ取締役・特定非営利活動法人教育支援協会理事、畑康裕がそれぞれ就き「意」のある学校。として新しい教育を立ち上げた。
顧問に教育評論家の阿部進が着任するなど文科省をはじめ多方面から「新しい教育の形」として注目された。
2004年に廃校となった、旧青山町立上津小学校の校舎を改装し使用している。
通信制と全日制があり全日制は寮制が選択でき校舎には男女別の学生寮を設置。教師も校長も生徒と「寝食を共にしながら3年間共に学ぶ」等の新しい教育方針が盛り込まれていた。
ウィッツ青山学園高等学校の「校歌」はシンガーソングライターの染谷俊が歌う「きみに逢えて、僕は」でCDとして生徒にも配布された。
運営会社が東理ホールディングスに吸収合併される
2005年からの設立法人であるWIN（ウィン）の経営難などから2007年3月に事業持ち株会社「東理ホールディングス (HD)代表取締役社長、福村康廣氏に買収され子会社となった。
この機を境に開校当時と比較すると経営方針が開校当初と比べ徐々に変化していった。。
2015年に一連の不祥事（後述）が発覚し、株式会社ウィッツが運営するウィッツ青山学園高等学校としては2017年3月31日付で閉校。学校法人神村学園が校舎や生徒を継承する形で神村学園高等部伊賀分校（通信制課程）が翌4月1日に開校した。

## 運営会社のたび重なる不祥事とトラブル

### 第一次学校法人化の決定
数多くの生徒を預かる全国のLETSキャンパスから本校及び運営母体である東理ホールディングス及び㈱ウィッツに対し、大幅な本校教員の増員願いを出し続けていたが東理ホールディングス及び㈱ウィッツの運営会議などで畑康裕校長が福村社長はじめ上層部に稟議を願い続けるも大幅な増員となることは認められなかった。
2011年10月に、営利追及先行型の上場企業が運営する「株式会社立」の高等学校では質の高い教育が担保出来ないと主張し、本部直轄の問題の多かった四谷LETSキャンパスを除いた「関西地区・四国地区・中部地区・九州地区・中国地区」のLETSキャンパスの代表者が集まり「LETS代表者協議会」を設立する。
運営会社、本部が運営指導や研修を実施しないのであれば加盟するLETSキャンパスの自費負担で、理事会を毎月に開催し意見交換会や通信制運営の研修や勉強会を実施するなど、教育施設として不適切なキャンパスに改善を求めるなど活動した。
この「LETS代表者協議会」のオブザーバーには畑康裕初代校長が就き、当時から内部規定に反する生徒募集（沖縄県など遠方や離島からの生徒募集）をしていた東理ホールディングス教育部長の馬場正彦が実質運営していた四谷LETSキャンパスに改善指示するなど、約3年間は一定の自浄作用が機能した。
2012年6月に、親会社の社長で絶対的権力者であった福村氏、東理ホールディングスに対し「株式会社立の高校」から「文部科学省管轄の“学校法人化”」へ組織改革を求めて「LETS代表者協議会」の理事全員が直接対話しより良い教育を強く提案する。
この提案は大阪市にある「株式会社 エス・サイエンスWin・Felixビル」 大阪府大阪市天王寺区生玉前町1-19（旧：進学塾Winがはいるフェリックスビル）でLETS代表者協議会から選任された各県の理事と福村康廣社長が直接話し合い「生徒と現場を守るための学校法人化」の確約を取り付けた。
東理ホールディングスは後日その報告を伊賀市及び伊賀市教育長に報告し伊賀市長も全面的に支援する公文書に捺印し全国のLETSキャンパスに通達を出した。※下記大阪地裁・大阪高裁裁判参照

### 第一次学校法人化の確約の消滅
2013年に、運営会社のウィッツ、親会社の東理ホールディングスは「株主の同意が得られない」として何の相談もなく伊賀市を巻き込み進んでいたウィッツ青山学園高等学校の学校法人化確約を一方的に撤回し白紙とした。
しかしその学校法人化の白紙撤回を東理HDは、LETS代表者協議会や伊賀市に報告せず半年間放置した。
学校法人化が親会社により白紙化されたことで、伊賀市や伊賀意育審議会に影響力があった校長の畑康裕氏、それを慕う本校の教員は教育方針の相違により本校を辞任、退職した。
畑校長の辞任前に残した運営会社（東理HD）と本校教育現場の方針の違いは彼が校長就任以来毎日続けていたアメブロ「ウィッツ青山学園高等学校、校長ブログ」に苦悩と葛藤が綴られている。
またこの頃東理ホールディングスが決めた「学校法人化の一方的な中止」に異議を唱えたLETSキャンパスに対し「卒業式に新しい校長を派遣させない」「式典に校旗を貸し出さない」という行為がエスカレートしていき双方の亀裂は深くなっていった。
卒業式に学校長及び本校関係者が来ない状況が続けば無関係の現場の生徒達が困惑する事や、東理ホールディングスがLETS代表者協議会の存在自体を「非公認の団体」とし徐々に活動困難となり活動休止に追い込まれた。
その後2015年に後述の一連の不祥事が発覚した。

### 授業に関する違反

#### 無免許授業
開校当初から慢性的に教員不足であった伊賀本校において「英語」と「情報」の授業を担当する女性非常勤講師が教員免許が失効したまま3年7か月授業し、失効中に授業を受けた在校生と卒業生延べ2058人の単位が2015年11月に無効となった。その後の詐欺容疑に関する伊賀市の調査で、教員免許は有効だが免許外の教科を担当した事例も多数判明した。

### 学習指導要領違反の発覚とその経緯
ウィッツ青山学園高等学校の開校から7～8年あたりまでは初代校長である畑康裕はじめ教職員も寮で生徒と寝食を共にし、学習指導要領に基づいた授業とスクーリングは適切に実施されていたが、2011年辺りを境に全国のLETSキャンパスの生徒数も増え、開校当初のまま職員の人数では学校を正常に機能させることが難しくなる。
この事態に当時の校長である畑康裕や井上教頭、その他上記のLETS代表者協議会の有志が親会社である東理ホールディングス（現エルアイイーエイチ）と株式会社ウィッツに対し①教員数の大幅な増員②スクーリング会場の確保③それらが円滑に運ぶよう行政（伊賀市）との交渉を懇願したが利益が減るという理由で親会社東理HD、㈱ウィッツ、代表者の福村康廣氏に否認される。※下記、大阪地裁・大阪高裁裁判参照
そのような理由もありウィッツ本校では千数百名という全国の生徒を受け入れるだけのスクーリング実施が物理的にも人員的にも不可能となり本校としての機能を果たせなくなっていた。
その後、東理ホールディングス教育部長兼四谷LETSキャンパスの実質運営者だった馬場正彦による就学支援金不正受給容疑に関する伊賀市の調査時に、伊賀市内の施設及び本校でスクーリングを実施せずに一例をあげれば2016年3月にスクーリングの2日目に通信制の生徒らを連れてユニバーサル・スタジオ・ジャパン(USJ)に行き、土産品購入時の釣銭計算を「数学」、USJの散策を「総合学習」、移動中のバス内で映画鑑賞を「国語」や「英語」、移動中に立ち寄った飲食店での昼食を「家庭科」、神戸で夜景を観賞して「芸術」、駅からキャンパスまで徒歩で通学したり伊賀流忍者博物館で体験したことを「体育」と「社会科」、としてそれぞれ授業を履修したとして単位の修得を認定するなど、学習指導要領に反する授業が判明した。
これにより、約20人いた2016年度新入学予定者について伊賀市は新入生募集の一時停止を要請し、文部科学省も伊賀市に改善指導を通知した。本校は「不足していた面接授業の時間を埋め、学習意欲の低い生徒に関心を持たせるため」と釈明したが、そもそもこのようなスクーリングが横行してしまった背景には、上記で述べた親会社の教育現場からの教師増員のSOSを無視し生徒数を増やし続けた方針からすれば必然であった。
これを受けて文科省は2015年度卒業予定者に対して速やかに未履修分の補習の開講、指導要領通りの面接指導などを受けなかった生徒へ学習のやり直しを高校に通知し、伊賀市が実際に状況を確認するよう要請した。2015年度通信制課程で卒業予定403名のほとんどが不適切な授業の履修や面接授業時間の不足により単位が無効となり、再履修を受けた。

#### 特区外での不適切な指導
レポートの添削やテストの採点、面接指導などは法律で伊賀市の教育特区内で行うことが義務付けられており、伊賀市外の支援教室は教育特区の対象外で分校に該当せず、これらの指導を伊賀市外の支援教室などで行っていたことから、学校教育法違反の疑いがあると指摘された。

#### 教育内容への違反についての対応
2016年1月6日に伊賀市の岡本市長が口頭で「新入生の募集の停止」を求めたがウィッツは拒否し、3月4日に伊賀市は「新入生の募集の即時停止」や「卒業見込みの生徒への再履修の実施」など5項目の行政指導文書を出し、同年3月7日に再履修が必要な単位不足の生徒に対して卒業証書や卒業証明書を発行しないように伊賀市教育委員会が指導した。
3月11日にウィッツは「行政指導に従い再履修を実施する」と伊賀市教育委員会に改善計画書をメールで提出し、25日に伊賀市がウィッツに「未履修の生徒への再履修を確実に実施する」ことや「生徒50人に対し1人以上の教員を早急に配置する」ことなどと行政指導をした。
文部科学省は卒業見込み者への配慮から、特例の「仮卒業」とした上で再履修により伊賀市が委員会を設置して卒業資格を認定するよう指導し、伊賀市は3月27日から29日まで伊賀市立崇広中学校で再履修の授業を実施し、計27人が参加して19人について完了したとして、4月15日に伊賀市の認定委員会が卒業資格を認定し、要した費用670万円は閉校時点で未払のまま残った。このほかの再履修授業は東京都国立市のNHK学園で2016年3月29日から31日まで実施して3人が参加したほか、9月2日まで実施された。
再履修授業実施費用の未払いについて株式会社ウィッツは請求に応じないことから、伊賀市は2017年5月15日付で「法的手段も検討せざるを得ない」と督促状を送付すると、ウィッツは「新年度入学生の募集停止による授業料の大幅な減収などの損害を被ったとして損害賠償請求訴訟をする方針」と反論していた。
その後に行われた伊賀市との訴訟で東理HDが敗訴し、伊賀市に上記670万を支払った。
教育委員会の指導後も、再履修が必要な単位不足の生徒に卒業証書や卒業証明書の発行を続けていたことが4月に発覚し、改善計画書で全日制と通信制を合わせて常勤教員20人としていた教員数が同年8月15日時点で常勤10人と非常勤6人の合計16人に留まり、9月9日時点で卒業見込み者397人中113人が再履修を終えていないなど問題は解消しなかった。8月2日に、文部科学省と内閣府は構造改革特区法に基づいて初めて、改善を促す「措置要求」を伊賀市に出した。

### 就学支援金不正受給
2010年から始まった「就学支援金」制度で、申請窓口の三重県から2013年秋以降に、広域通信制課程のサポート校「四谷LETSキャンパス」の業務を統括した「東理ホールディングス教育部長」だった馬場正彦氏＝ウィッツ監査役がその立場を悪用し勧誘方法を指導、通信制課程に受給資格がない生徒が入学することで同キャンパスの生徒数を約70人から約140人に倍増させて「高等学校等就学支援金」を不正受給
東理ホールディングス教育部長の立場を利用した馬場正彦の手口は、外国人や高齢者を貸切バスで志賀高原に誘い食事を振舞いながら「もう一度無料で高校を卒業しませんか?」と言うにわかには信じ難い勧誘文句で生徒募集を繰り返したり学習の実態がない幽霊生徒を名前だけ四谷LETSキャンパスに入学させて県から就学支援金をだまし取ったりしていた。
2015年12月8日に詐欺容疑で東京地検特捜部が運営会社「東理ホールディングス」と「株式会社ウィッツ」、東理ホールディングス教育部長の馬場正彦が実質運営する「四谷LETSキャンパス」その他、馬場正彦が関与する関東地区のLETSキャンパス計6校を家宅捜索した。
2016年9月14日に、東京地検特捜部は東理ホールディングス元教育事業部長で運営会社ウィッツ元監査役及び四谷LETSキャンパスの実質的経営者を就学支援金の詐欺容疑で逮捕した。
馬場元監査役への起訴内容は計14人分の就学支援金計251万円とされたが合計で1億円以上の高等学校等就学支援金を馬場正彦は不正受給していた。
この長期にわたる大がかりな詐欺勧誘を社員数が数名しかいない東理ホールディングス社長の福村康廣は「まったく知らなかった。馬場正彦が勝手に一人でやったこと。私は一切知らない。」と直轄の部下だった馬場の単独犯だとの主張を繰り返した。
元教育事業部長でウィッツ監査役の馬場正彦は、強制捜査の3日後に東理ホールディングスを退職し東京地検特捜部の取り調べを受けるが上記と同じく「すべて私一人で行った事であり東理ホールディングスや福村康廣社長は一切関係ありません」と一貫して単独での犯行と供述し2017年3月10日に懲役2年6月で執行猶予5年の有罪判決を東京地裁で言い渡された

### 四谷LETSらの就学支援金不正受給についての対応
2015年9月21日に東理ホールディングスは、不正受給に関与した疑いがある生徒らが所属していた四谷LETSキャンパスと同社が運営する通信制サポート校など6校を、同年末を以て閉鎖すると発表。

### 第二次学校法人化
ここにきて東理ホールディングスの福村社長は伊賀市と協議してウィッツ青山学園高等学校を「株式会社立から学校法人へと変える」と2度目の遅すぎる「学校法人化宣言」をした。

### 元LETS代表者11名が東理ホールディングス、福村社長、東理HD元教育部長、株式会社ウィッツを提訴
2015年12月8日に就学支援金詐欺で本校が捜索され、東理ホールディングス教育部長が逮捕されたと同時に連日にわたりマスコミが報道を開始。
全国ニュースで東理HD福村社長が自宅での取材時や記者会見で「東理教育部長の就学支援金詐欺や不適切なスクーリングは全国のLETSキャンパスが勝手にやったことであり私は一切知らない」と親会社の代表者として責任を「教育部長馬場正彦と全国のLETSキャンパスにが勝手にやったことだ」と主張した。
その後報道機関が地方のLETSキャンパスに取材。「四谷キャンパスと同じ」と一括りにされて報道された影響もあり、「東理ホールディングス教育部長運営の四谷LETS」と同じことをしているといったバッシング等により多数の退学者や他校への転校が続出した。
その影響もあり東京地区以外の各地の企業が運営しているLETSキャンパスは信頼を失い運営継続が全国的に厳しくなっていった。
そもそもの原因は、LETS代表者協議会で2011年からウィッツ青山学園高等学校の運営上の死活問題であった（違法スクーリングの是正放置、学校法人化の一方的な確約破棄、正しい生徒スクーリング実施のための本校教員の増員願いの無視、四谷LETSキャンパスらの違法運営の放置、その他多数）関係各所からの是正やその他の問題提起を無視し続けた親会社である東理ホールディングス（現：エルアイイーエイチ）、福村康廣社長にあると主張するLETSキャンパス運営者11名が㈱ウィッツ・東理HD・代表の福村社長の提訴を決定する。

### 大阪地裁での裁判開始
2016年11月10日、大阪地方裁判所に東京地検特捜部の捜査をはじめ、一連の不祥事の責任は運営会社である東理ホールディングスの方針が原因であると、関西・四国・九州・中国地区のLETS元代表者11名が原告となり大阪市中央区北浜の山本・竹川法律事務所（現：たけかわ法律事務所）を代理人とし東理HD、ウィッツ、福村社長、馬場正彦を相手に損害賠償請求を提訴。　※2016.12.16エルアイイーエイチHP、IR情報記載　
東理ホールディングス及び福村社長も北新居良雄弁護士を代理人とし2017年3月30日上記原告10名を相手に反訴。※2016.12.27エルアイイーエイチHP、IR情報記載
2017年、紛争中に原告の元LETSキャンパス1社が本件の影響から経営破綻し10名＋破産管財人 1となり法廷で原告元LETS代表者らと被告福村康廣社長が直接対峙。参考人として畑康裕元校長ら関連のある東理HD傘下の幹部や就学支援金詐欺事件で有罪となった馬場正彦も出廷するなど5年間にわたり大阪地裁で争った。

### 大阪地裁での判決
2021年7月16日、大阪地方裁判所で判決。
判決の結論は、被告である①株式会社ウィッツ②代表取締役である福村康廣は原告10名に対し損害賠償金１億4726万 6790 円及び2016年12月15日から支払済みまで年５分の割合による金員を支払え。また、被告株式会社ウィッツらの反訴を棄却する、というものであった。※2021.07.20エルアイイーエイチHP、IR情報記載

### 大阪高等裁判所での裁判開始
2021年8月、上記元LETS代表者10名の原告と、上記被告の双方が大阪高等裁判所に控訴。
大阪高等裁判所では、被告東理ホールディングス及び福村康廣の代理人は、1審段階のの北新居良雄弁護士に代わり、河合弘之弁護士、白日光弁護士、小野沢唐弁護士、小菊喜一弁護士らとなった。
原告は1審に引き続き、竹川聡弁護士が代理人となり争った。

### 大阪高等裁判所での判決
2022年10月28日、大阪高等裁判所にて判決
大阪高裁も東理ホールディングスらの責任を認め、損害賠償の認容額は1審の大阪地裁の判決より大きくなった。
判決の結論は、「被告である ①東理ホールディングス（現エルアイイーエイチ）②株式会社ウィッツ ③福村康廣は連帯して、原告10名に対し損害賠償として２億1,108万9,917円、及び、2016年12月15日から支払済みまで年５分の割合による 金員を支払え」というものとなった。
この判決に対し東理ホールディングス（現エルアイイーエイチ）は自社のホームページのIRにて「本判決を真摯に受け止めており、判決の趣旨に従って、㈱ウィッツ及び当社代表取締役 である福村康廣と連帯し原告の方々に対して適切に対応してまいります。なお、原告の方々に対する支払の負担割合は、当社及び㈱ウィッツは支払総額の２／３を連帯し て支払う事とし、当社代表取締役である福村康廣は支払総額の１／３を支払う事と致します。」と広報している。 
※2022.11.02エルアイイーエイチHP、IR情報記載
しかし株主訴訟の可能性もあるため全額を福村康廣が個人負担で支払うという事をその後エルアイイーエイチのIRにて発表し裁判終結と思われた。

### 最高裁への上告
2022年12月14日東理HD（現エルアイイーエイチ）、福村康廣氏、㈱ウィッツが最高裁判所に上告・上告受理申立て（2022.11.14エルアイイーエイチHP、IR情報記載）。

### 最高裁での棄却不受理
2023年9月6日最高裁は、上告を棄却し、上告受理申立てを不受理とする決定をした（※2023.9.8エルアイイーエイチHP、IR情報記載）。本件裁判は、これにより東理ホールディングス（現エルアイイーエイチ）、福村康廣、株式会社ウィッツの敗訴が確定した。

## 沿革
- 2005年（平成17年）9月 - 開校[3][4]。通信制課程の定員600人[3][38]。
- 2007年（平成19年）3月[11] - 運営していた「株式会社ウィッツ」が[9] 事業持ち株会社「東理ホールディングス」の子会社となる[11]。
- 2010年（平成22年）4月 - 本校が定時制課程から全日制課程へ転換。
- 2011年（平成23年）4月 - 通信制課程の定員を900人へ増加[3]。
- 2013年（平成25年）4月 - 通信制課程の定員を1,200人へ増加[3]。
- 2014年（平成26年） - 通信制課程の定員を2,000人へ増加するとの申請があったが、伊賀市の学校審議会は却下[38]。
- 2015年（平成27年）
  - 12月8日 - 東京地検特捜部により、東理ホールディングス教育部長の馬場正彦が主犯の就学支援金詐欺容疑で運営会社「ウィッツ」及び親会社の「東理ホールディングス」「四谷LETSキャンパス」等を家宅捜索される[25][26]。
  - 12月 - 四谷LETSキャンパスを閉校[39]。
- 2016年（平成28年）
  - 1月6日 - 岡本伊賀市長が口頭で「新入生の募集の停止」を求め、ウィッツが受入れを拒否[10]。
  - 3月4日 - 伊賀市の審議会が緊急答申を出し、それを受けて教育委員会が「新入生の募集の即時停止」や「卒業見込みの生徒への再履修の実施」など5項目の行政指導文書を出す。
  - 3月7日 - 伊賀市教育委員会で再履修が必要な単位不足の生徒に対して卒業証書や卒業証明書を発行しないように指導。
  - 3月25日 - 伊賀市が運営会社の「株式会社ウィッツ」に「未履修の生徒への再履修の確実な実施」や「生徒50人に対し1人以上の教員を早急な配置」などを行政指導。
  - 3月27日 - 29日伊賀市立崇広中学校で再履修の授業を実施、計27人が参加した。
  - 3月29日 - 31日 - 東京都国立市のNHK学園で再履修の授業を実施、3人が参加した。
  - 4月 - 伊賀市の新入生募集停止の指導を受けたものの、広域通信制19人、本校通信制2人、全日制3人の新入生が入学。
  - 4月15日 - 伊賀市の認定委員会が19人について卒業資格を認定。
  - 4月 - 教育委員会の指導後も再履修が必要な単位不足の生徒に対して卒業証書や卒業証明書の発行を続けていたことが発覚。
  - 8月2日 - 文部科学省と内閣府は構造改革特区法に基づき、伊賀市に改善を促す「措置要求」を行う。
  - 12月26日 - 伊賀市は譲渡先を学校法人神村学園に決定[40][9][41]。
- 2017年（平成29年）
  - 1月10日 - 株式会社ウィッツが廃止認可申請書を提出[42]。
  - 3月10日 - 元監査役・馬場正彦が、懲役2年6月・執行猶予5年の有罪判決を東京地裁で言い渡される[33]。
  - 3月31日[5] - 閉校[1]。
  - 4月1日[5] - 学校法人神村学園が継承し、神村学園高等部伊賀を開校[1][2]。

## 設置課程
- 全日制課程
  - 普通科
  - 全日制課程は先生と生徒が寝食を共にする寮生活が基本教育となる全寮制。
  - また、本校周辺に住む伊賀市及び名張市在住者を対象に一部通学生も少数ではあるが受け入れていた。
- 広域通信制課程
  - 普通科
  - 広域通信制課程は、年2回の本校での授業を受けていたほか[38]、ウィッツ青山学園高等学校の本校の他に別企業やフリースクールが運営していた全国のサポート施設「LETSキャンパス」の添削指導において三重県伊賀市本校が添削職員を一向に増員しなかったが故に各拠点にて学習していた。この点も学校教育法違反の疑いがあると指摘された。

## 主なキャンパス
- 本校通信制（三重県伊賀市）
広域通信制の生徒は本校の他に学習支援教室の「LETSキャンパス」として、福岡県から東京まで全国40教室を企業及び法人やフリースクールが運営を委託されていた。

## 交通
- 近鉄大阪線伊賀上津駅より徒歩約20分

## 著名な出身者
- 大沢樹生（2011年卒業）